# Saint-Geniez-d'Olt-et-d'Aubrac
Saint-Geniez-d'Olt-et-d'Aubrac è un comune francese del dipartimento dell'Aveyron della regione dell'Occitania.
È stato creato il 1º gennaio 2016 dalla fusione dei preesistenti comuni di Aurelle-Verlac e Saint-Geniez-d'Olt.
Il capoluogo è la località di Saint-Geniez-d'Olt.